# الرازوسور
الرازوسور (نام علمی: Elrhazosaurus) نام یک سرده از راسته پرنده‌کفلان است.